# Разделы астрологии
Астроло́гия (др.-греч. ἀστρολογία от ἀστήρ, ἄστρον «звезда» и λόγος «мысль, причина») — группа описательных и предсказательных практик, традиций и верований, постулирующих воздействие небесных тел на земной мир и человека (на его темперамент, характер, поступки и судьбу) и, в частности, возможность предсказания будущего по движению и расположению небесных тел на небесной сфере и относительно друг друга. В прошлом астрология сыграла определённую роль в становлении наук о небесных телах и о человеке, однако в настоящее время наука квалифицирует астрологию как псевдонауку и предрассудок.
В зависимости от поставленных астрологических задач и методов их решения, выделяют несколько астрологических направлений:
- Натальная астрология
- Предсказательная астрология
- Синастрическая астрология
- Медицинская астрология
- Хорарная астрология
- Элективная астрология
- Мунданная астрология
- Астрометеорология
- Дизайн человека[11].
- Золотая астрология (онтогенезная астрология)

## Натальная астрология
Натальная астрология (от лат. natalis — относящийся к рождению, день рождения), дословно астрология рождения — один из главных и наиболее развитых разделов астрологии, занимающийся предсказанием судьбы человека по его натальному гороскопу (так же натальная карта и карта рождения), то есть гороскопу, составленному на место и время рождения человека. Натальная астрология отвечает на вопрос об общих тенденциях судьбы, позволяет определить круг событий, которые могут произойти с человеком, и круг событий, которые не могут быть никогда. По этой причине натальная астрология эффективна в вопросах выбора оптимальной жизненной стратегии, поскольку позволяет определить сильные и слабые стороны человека, определить в каких сферах деятельности человек будет успешен, а в каких его усилия будут напрасны. Натальная астрология так же применяется при смене места жительства, поскольку позволяет подвергнуть анализу изменения событийного круга и жизненных обстоятельств, вызванных переездом, и тем самым делает возможным выбор наиболее подходящего места жительства для изменения судьбы в ту или иную сторону.
Согласно астрологической традиции натальный гороскоп не определяет судьбу человека досконально, до последней мелочи, но якобы определяет все основные, направляющие тенденции его жизни:

Если речь идёт о рождённом на земле чернокожих, пусть даже в его натальной карте Венера и Луна находятся в градусах Асцендента, не жди, что он будет считаться красавцем в странах, где живут белые люди, однако по меркам своей родины он будет очень красив. Также, даже если управитель этого рождённого — Меркурий, не считай его мудрым и учёным, поскольку никто не может быть учёным на земле чернокожих из-за невероятной жары, однако ты можешь судить о нём как о наиболее смышленым среди своих соплеменников. <…> Два человека рождаются в одном месте и в один и тот же час, но при этом один из них — в дворянской семье, а другой — в семье булочника, и хотя их натальные карты пророчат обоим огромную власть и величие, не думай, будто оба они одинаково возвысятся, лучше предположи, что сын дворянина станет королём, а сын булочника — купцом.
— Бен Эзра, «Книга суждений о звёздах». XI—XII вв.

## Предсказательная астрология
Предсказательная астрология — раздел астрологии, посвящённый предсказанию событий в жизни человека для заданного отрезка времени. Основным рабочим материалом предсказательной астрологии являются т. н. прогрессивные гороскопы — гороскопы, составленные по особым правилам относительно натального гороскопа и призванные описать события в жизни человека в тот или иной период жизни (обычно год). Помимо прогрессий (так же дирекции) в предсказательной астрологии изучаются влияния транзитов (движений) планет на человека, планетарные возвращения (для этого гороскопы строятся на момент возврата планеты в тот же градус эклиптики, какой она занимала в натальном гороскопе человека) и т. п.

## Синастрическая астрология
Синастрическая астрология (от греч. συν- — приставки, обозначающей совместность действия, соучастие и др.-греч. ἄστρον — звезда), дословно «астрология совмещённых звёзд» — раздел астрологии, изучающий взаимодействие двух натальных гороскопов различных субъектов для изучения отношений между ними.
Основным методом синастрического анализа является изучение синастрического гороскопа, получаемого путём перенесения элементов натального гороскопа одного субъекта в натальный гороскоп другого субъекта. По взаимодействиям элементов полученного гороскопа делается вывод о возможном сценарии взаимоотношений субъектов. Другой метод синастрического анализа базируется на анализе т. н. композитов, гороскопов, построенных по специальным правилам на основе натальных гороскопов субъектов. Примером композита может служить гороскоп, положение элементов которого вычисляется усреднением положения соответствующих элементов в исходных гороскопах. Ещё один метод — метод сравнения гороскопов. В этом случае астролог оценивает каким-либо способом гороскопы, например, по преобладающим в них стихиям, по сосредоточенности планет под горизонтом или над ним, по их сосредоточенности в западной части гороскопа или восточной. А затем делает вывод насколько такие гороскопы совместимы. Этот метод отличается значительной субъективностью выводов астролога.
В ведической астрологии анализ якобы совместимости супружеской пары проводится с помощью различных способов оценки взаимного положения Лун в натальных гороскопах супругов. В западной астрологии из-за простоты и доступности большинству популярность в средствах массовой информации приобрел сильно редуцированный метод синастрического анализа, сведённый до грубой оценки взаимного положения Солнц двух гороскопов, на основе которого получены правила взаимоотношений знаков зодиака.

## Медицинская астрология
Медицинская астрология является направлением астрологии, рассматривающим вопросы здоровья человека.

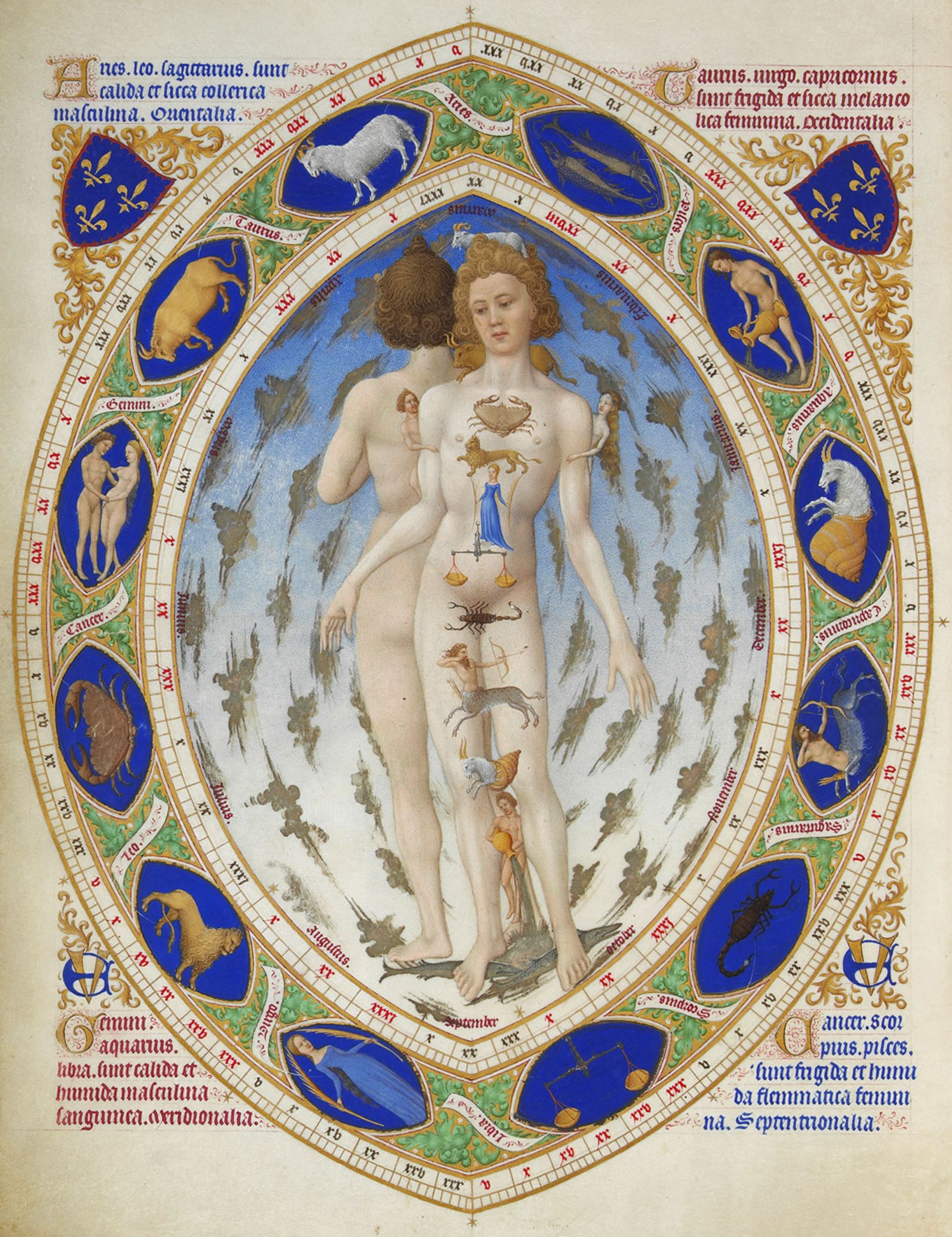
Средневековая иллюстрация астрологической анатомии человека

В основе астрологического направления лежит убеждение, что каждому знаку зодиака и каждой планете могут быть поставлены в соответствие те или иные органы человеческого тела, те или иные его функциональные системы. Таким образом, если в натальном гороскопе человека некоторые планеты расположены неудачно, «повреждёны», астролог делает вывод о слабости соответствующих органов человека и склонности рождённого к тем или иным болезням. Посредством предсказательной астрологии (в том числе и с применением специфических методов) медицинская астрология пытается спрогнозировать момент развития заболевания и его течение.

Если, к примеру, женщине не хватает элемента, сущность которого излучается Марсом, и она страдает потому малокровием и недостатком нервной силы (анемией), мы можем дать ей железа, ибо звездные элементы железа соответствуют звездным элементам, содержащимся в Марсе, и будут притягивать их, как магнит притягивает железо. Но нам надлежит найти растение, содержащее железо в эфирном состоянии, ибо оно предпочтительнее, нежели металлическое железо. При водянке было бы крайне вредно давать любое лекарство, способное притянуть злое влияние Луны; Солнце же противоположно Луне, и те лекарства, что притягивают звездные эссенции Солнца, будут противостоять лунным, и таким образом причина водянки может быть устранена. Подобный ход рассуждений можно применить и при других звездных болезнях. — Парацельс

## Хорарная астрология
Хорарная астрология (от лат. hora — час), дословно: «астрология часа», «часовая астрология», астрология текущего момента — раздел астрологии, занимающийся поиском ответа на заданный вопрос. Предметом анализа в данном разделе астрологии является хорарный гороскоп, то есть гороскоп, составленный на момент задания вопроса и относительно места, где задан вопрос. Хорарная астрология отвечает на вопросы, касающиеся начатых или будущих дел, позволяет получать общие сведения о предметах и о судьбах людей, для которых нельзя построить натальный гороскоп и применить более точные и подробные методы предсказательной астрологии.

## Элективная астрология
Элективная астрология (от лат. electio — выбор), дословно: «астрология выбора» — раздел астрологии, определяющий наилучший момент времени для совершения какого-либо действия: регистрации фирмы, хирургической операции, поездки на большое расстояние и т. п. Как и хорарная астрология, астрология элективная уступает в точности и подробности индивидуальной предсказательной астрологии, поскольку занимается выбором момента времени, исходя и из всеобщих тенденций, например, она может определить момент времени, удачный для тех или иных покупок вообще, независимо от покупающего. Элективные гороскопы составляют с учётом масштаба события, поэтому их могут «вписывать» в другие карты. К примеру, нужно выбрать время для брака. В этом случае элективный гороскоп нужно «вписать» в натальную карту брачующегося. А если это инаугурация президента, то элективный гороскоп «вписывается» в мунданную карту и в натальную карту президента.

## Астрометеорология
Астрометеорология — раздел астрологии, прогнозирующий погоду.

## Дизайн человека
Дизайн человека — «новая астрология», созданная Аланом Робертом Краковером под псевдонимом Ra Uru Hu (англ.), который задался целью определить характер человека, основываясь на времени и месте его рождения.